# اعرف عميلك
اعرف زبونك، والمعروف باسم اعرف عميلك (بالإنجليزية: Know your customer)، أو ببساطة KYC، هي عملية تحقق من هوية العُملاء وتقييم مدى ملاءمتها، إلى جانب المخاطر المحتملة للنوايا غير القانونية تجاه علاقة العمل. يستخدم المصطلح أيضًا للإشارة إلى لوائح البنك ولوائح مكافحة غسل الأموال التي تحكم هذه الأنشطة. عملية اعرف عميلك الذي أصبحت توليه المؤسسات والشركات المالية والمصرفية عناية فائقة تتعلق بالجهود التي تبذلها هذه المؤسسات للتأكد من المعلومات ذات الصلة بعملائها الذين تتعامل معهم لمكافحة الرشوة والأنشطة الأخرى المتعلقة بالفساد وغسل الأموال والتحقق من أن مبادئ الاستقامة والنزاهة تسود كافة عملياتها وأنشطتها، وعمليات وأنشطة الزبائن الذين يتعاملون مع هذه المؤسسات المصرفية والمالية. تطلب البنوك وشركات التأمين ودائني التصدير والمؤسسات المالية الأخرى بشكل متزايد من العملاء تقديم معلومات تفصيلية عن العناية الواجبة.
الهدف من إرشادات اعرف عميلك هو منع البنوك، عن قصد أو عن غير قصد، من استخدام العناصر الإجرامية لأنشطة غسل الأموال. تمكن الإجراءات ذات الصلة البنوك من فهم عملائها ومعاملاتهم المالية بشكل أفضل. ويساعدهم على إدارة مخاطرهم بطريقة محكمة. اليوم لا يمكن للبنوك فحسب بل وأيضًا الشركات المختلفة عبر الإنترنت تنفيذ تطبيق «اعرف عميلك». وهي عادة ما تضع إطارًا لهذه السياسات التي تتضمن العناصر الأربعة الرئيسية التالية:
- سياسة قبول العملاء
- إجراءات تحديد العملاء.
- مراقبة المعاملات.
- إدارة المخاطر.

البيئة التنظيمية الصارمة تضع اعرف عميلك كإجراء إلزامي وحاسم للمؤسسات المالية. لأنه يقلل من خطر الاحتيال، من خلال تحديد العناصر المشبوهة في وقت سابق في دورة حياة العلاقة بين العميل والعمل.
يجب أن تكون العملية متسقة وشاملة ودقيقة. يجب توثيق العملية وأن تكون متاحة للتفتيش من قبل المنظمين. يجب أن تكون العملية ذكية  قابلة للتطوير وتتناسب مع المخاطر والموارد.